# Yves Williams
Yves Williams est un entrepreneur Web québécois. Pionnier de l'Internet au Québec, il est le cocréateur du site Web La toile du Québec, lancée en 1995, avec l'aide de Chrystian Guy. Ensemble, ils créeront la compagnie Netgraphe en 1996. Il en fut le président jusqu'à l'entrée de la compagnie en bourse en 1999. Netgraphe fut la première dotcom canadienne à devenir publique. Il quitte Netgraphe en 2001 à la suite de la prise de contrôle de la compagnie par Quebecor Media.
Il a lancé une nouvelle compagnie en 2002, Netsym communication ainsi qu'un nouveau service Web en 2003: AgentSolo.com. 
Il a de plus participé à quelques conseils d'administration de compagnies technologiques québécoises en plus d'assurer un rôle de mentor auprès de jeunes entrepreneurs. Il possède aussi son blogue personnel .